# NGC 1454
NGC 1454 é uma estrela na direção da constelação de Eridanus. O objeto foi descoberto pelo astrônomo Frank Muller em 1886, usando um telescópio refrator com abertura de 26 polegadas. 